# Lista de finais masculinas juvenis em duplas do Torneio de Roland Garros
Esta é a lista de finais masculinas juvenis em duplas do Torneio de Roland Garros.

## Por ano
| Ano  | Campeões                                            | Vice-campeões                           | Resultado         |
| ---- | --------------------------------------------------- | --------------------------------------- | ----------------- |
| 2024 | Nicolai Budkov Kjær Joel Schwärzler                 | Federico Cinà Rei Sakamoto              | 6–4, 7–63         |
| 2023 | Yaroslav Demin Rodrigo Pacheco Méndez               | Lorenzo Sciahbasi Gabriele Vulpitta     | 6–2, 6–3          |
| 2022 | Edas Butvilas Mili Poljičak                         | Gonzalo Bueno Ignacio Buse              | 6–4, 6–0          |
| 2021 | Arthur Fills Giovanni Mpetshi Perricard             | Martin Katz German Samofalov            | 7–5, 6–2          |
| 2020 | Flavio Cobolli Dominic Stricker                     | Bruno Oliveira Natan Rodrigues          | 6–2, 6–4          |
| 2019 | Matheus Pucinelli de Almeida Thiago Agustín Tirante | Flavio Cobolli Dominic Stephan Stricker | 7–63, 6–4         |
| 2018 | Ondřej Štyler Naoki Tajima                          | Ray Ho Tseng Chun-hsin                  | 6–4, 6–4          |
| 2017 | Nicola Kuhn Zsombor Piros                           | Vasil Kirkov Danny Thomas               | 6–4, 6–4          |
| 2016 | Yshai Oliel Patrik Rikl                             | Chung Yun-seong Orlando Luz             | 6–3, 6–4          |
| 2015 | Álvaro López San Martín Jaume Munar                 | William Blumberg Tommy Paul             | 6–4, 6–2          |
| 2014 | Benjamin Bonzi Quentin Halys                        | Lucas Miedler Akira Santillan           | 6–3, 6–3          |
| 2013 | Kyle Edmund Frederico Ferreira Silva                | Christian Garin Nicolás Jarry           | 6–3, 6–3          |
| 2012 | Andrew Harris Nick Kyrgios                          | Adam Pavlásek Václav Šafránek           | 6–4, 2–6, [10–7]  |
| 2011 | Andrés Artuñedo Roberto Carballes                   | Mitchell Krueger Shane Vinsant          | 5–7, 7–65, [10–5] |
| 2010 | Duilio Beretta Roberto Quiroz                       | Facundo Argüello Agustín Velotti        | 6–3, 6–2          |
| 2009 | Marin Draganja Dino Marcan                          | Guilherme Clézar Huang Liang-chi        | 6–3, 6–2          |
| 2008 | Henri Kontinen Christopher Rungkat                  | Jaan-Frederik Brunken Matt Reid         | 6–0, 6–3          |
| 2007 | Thomas Fabbiano Andrei Karatchenia                  | Kellen Damico Jonathan Eysseric         | 6–4, 6–0          |
| 2006 | Emiliano Massa Kei Nishikori                        | Artur Chernov Valery Rudnev             | 2–6, 6–1, 6–2     |
| 2005 | Emiliano Massa Leonardo Mayer                       | Sergei Bubka Jérémy Chardy              | 2–6, 6–3, 6–4     |
| 2004 | Pablo Andújar Marcel Granollers                     | Alex Kuznetsov Mihail Zverev            | 6–3, 6–2          |
| 2003 | György Balázs Dudi Sela                             | Kamil Čapkovič Lado Chikhladze          | 5–7, 6–1, 6–2     |
| 2002 | Markus Bayer Philipp Petzschner                     | Ryan Henry Todd Reid                    | 7–5, 6–4          |
| 2001 | Alejandro Falla Carlos Salamanca                    | Markus Bayer Philipp Petzschner         | 3–6, 7–5, 6–4     |
| 2000 | Marc López Tommy Robredo                            | Joachim Johansson Andy Roddick          | 7–62, 6–0         |
| 1999 | Irakli Labadze Lovro Zovko                          | Kristian Pless Olivier Rochus           | 6–1, 7–6          |
| 1998 | José de Armas Fernando González                     | Juan Carlos Ferrero Feliciano López     | 6–7, 7–5, 6–3     |
| 1997 | José de Armas Luis Horna                            | Arnaud Di Pasquale Julien Jeanpierre    | 6–4, 2–6, 7–5     |
| 1996 | Sébastien Grosjean Olivier Mutis                    | Jan-Ralph Brandt Daniel Elsner          | 6–2, 6–3          |
| 1995 | Raemon Sluiter Peter Wessels                        | Justin Gimelstob Ryan Wolters           | 7–6, 7–5          |
| 1994 | Gustavo Kuerten Nicolás Lapentti                    | Maxime Boye Nicolas Escudé              | 6–2, 6–4          |
| 1993 | Steven Downs James Greenhalgh                       | Neville Godwin Gareth Williams          | 6–1, 6–1          |
| 1992 | Enrique Abaroa Grant Doyle                          |                                         |                   |
| 1991 | Thomas Enqvist Magnus Martinelle                    | Julian Knowle Johannes Unterberger      | 6–1, 6–3          |
| 1990 | Sébastien Lareau Sébastien Leblanc                  | Clinton Marsh Marcos Ondruska           | 7–6, 6–7, 9–7     |
| 1989 | Johan Anderson Todd Woodbridge                      |                                         |                   |
| 1988 | Jason Stoltenberg Todd Woodbridge                   |                                         |                   |
| 1987 | Jim Courier Jonathan Stark                          |                                         |                   |
| 1986 | Franco Davín Guillermo Pérez-Roldán                 |                                         |                   |
| 1985 | Petr Korda Cyril Suk                                |                                         |                   |
| 1984 | Luke Jensen Patrick McEnroe                         |                                         |                   |
| 1983 | Mark Kratzmann Simon Youl                           |                                         |                   |
| 1982 | Pat Cash John Frawley                               |                                         |                   |
| 1981 | Barry Moir Michael Robertson                        |                                         |                   |